# Chlístov (Boemia centrale)
Chlístov è un comune della Repubblica Ceca facente parte del distretto di Benešov, in Boemia Centrale.